# Salchicha rebozada

La salchicha rebozada es una receta presente en las gastronomía del Reino Unido, Irlanda, Australia y Nueva Zelanda. Se parece al corn dog, consistiendo en una salchicha de cerdo mojada en rebozado (normalmente el mismo usado para rebozar pescado, ya que habitualmente se vende en tiendas de fish and chips), y suele servirse con patatas fritas.

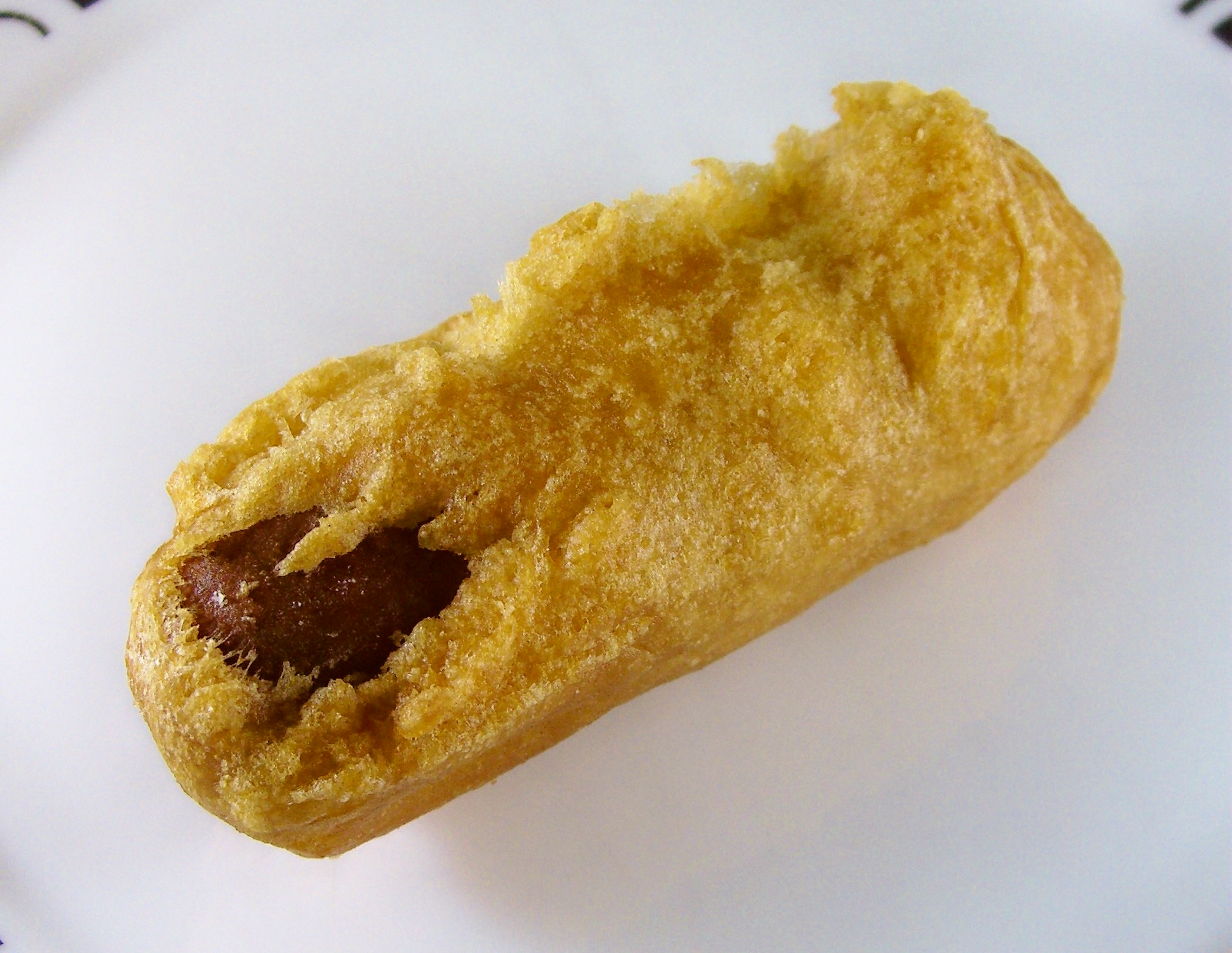
Salchicha rebozada.